# ОШ „Јован Поповић” Сремска Митровица
ОШ „Јован Поповић” једна је од основних школа у Сремској Митровици. Налази се у улици Петра Прерадовића 51.

## Историјат
Први темељи су подигнути 1961. године, а 1979. школи се припајају две сеоске школе из Великих Радинаца и Бешенова. Данас броји скоро деветсто ученика распоређених у четрдесет и два одељења у све три школе. Матична школа и школа у Великим Радинцима су осмогодишње, а у Бешенову четворогодишња тако да ученици после четвртог разреда организованим превозом долазе у матичну школу.
Матична школа садржи школски парк на три хектара, приземну зграду са шеснаест учионица, ресурс центар, кабинете за ТО, информатику и биологију, салу за физичко васпитање, библиотеку и зубну амбуланту. У згради постоје и просторије за наставнике, директора, стручну службу, секретара, администрацију, техничко и помоћно особље. У дворишту школе постоје уређени терени за кошарку, фудбал, одбојку, тенис и столови за стони тенис. Школско двориште је ограђено.
У издвојеном одељењу у Великим Радинцима настава се организује у два објекта. Свака зграда има две учионице опште намене које користе у супротним сменама нижи и виши разреди. Осим учионица, у једној згради је зборница и тоалет, а у другој рачунарски кабинет. Грејање је централно на чврсто гориво. Школска зграда извојеног одељења у Бешенови има две учионице, ходник, зборницу, тоалет и библиотеку. Просторије се загревају помоћу централног грејња на чврсто гориво.